# WASP-39 b
WASP-39 b, ou Bocaprins, est une planète extrasolaire de type Jupiter chaud découverte en février 2011 par le projet WASP, remarquable pour contenir une quantité substantielle d'eau dans son atmosphère,. WASP-39 b se trouve dans la constellation de la Vierge, à environ 700 années-lumière de la Terre.
Dans le cadre de la campagne NameExoWorlds menées à l'occasion du 100e anniversaire de l'Union astronomique internationale, la planète a été baptisée Bocaprins, par Aruba. La planète porte le nom de la plage Boca Prins (de) dans le parc national d'Arikok (en).

## Caractéristiques

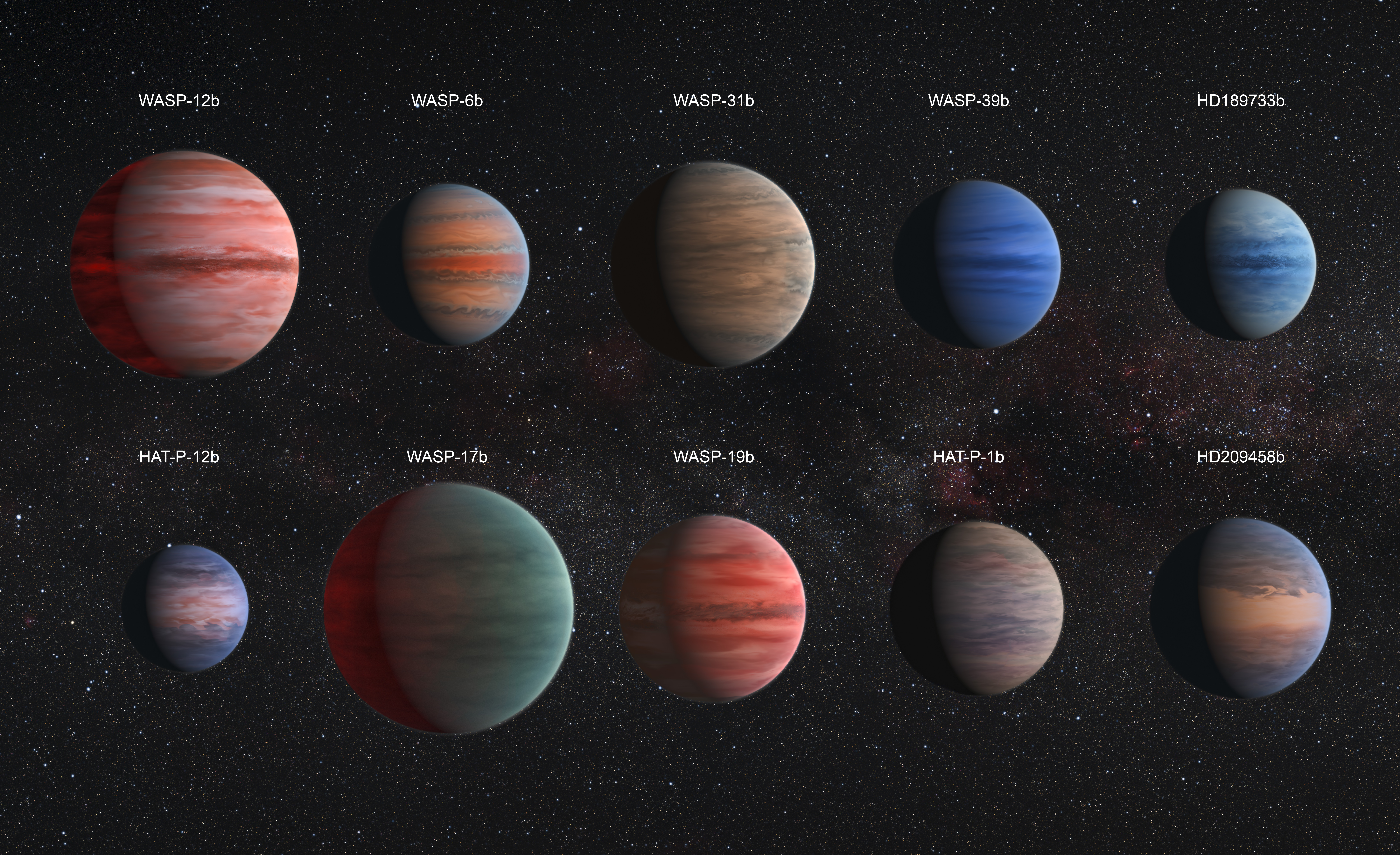
Comparaison d'exoplanètes de type Jupiter chaud, dont WASP-39 b (rangée du haut, 4e à partir de la gauche) (vue d'artiste). Du haut à gauche au bas à droite : WASP-12 b, WASP-6 b, WASP-31 b, WASP-39 b, HD 189733 b, HAT-P-12 b, WASP-17 b, WASP-19 b, HAT-P-1 b et HD 209458 b.

WASP-39 b a une masse d'environ 0,28 fois celle de Jupiter et un rayon d'environ 1,27 fois celui de Jupiter. L'exoplanète orbite autour de WASP-39, son étoile hôte, avec une période orbitale de 4 jours.
WASP-39 b est également remarquable pour sa densité extrêmement faible, proche de celle de WASP-17 b. Alors que WASP-17 b a une densité de 0,13 ± 0,06 g/cm3, WASP-39 b a une densité légèrement supérieure de 0,18 ± 0,04 g/cm3.

## Composition de l'atmosphère
De la vapeur d'eau a été détectée dans l'atmosphère de WASP-39 b dans une étude de 2018. Les spectres de transmission atmosphérique, pris par différents instruments[Lesquels ?], n'étaient pas cohérents comme en 2021[pas clair], ce qui pourrait indiquer une chimie atmosphérique hors équilibre.
Les spectres infrarouge obtenus en 2022 par le télescope spatial James-Webb montrent la présence de vapeur d'eau H2O, de monoxyde de carbone CO, de sodium Na, de potassium K et, pour la première fois dans l'atmosphère d'une exoplanète, de dioxyde de carbone CO2 et de dioxyde de soufre SO2. Ce dernier composé est presque certainement le produit de réactions photochimiques, un phénomène qui n’avait jusqu’à présent jamais été observé dans une exoplanète.